# Аблуч, Энвер Аббас оглы
Энвер Аббасгулу оглы Аблуч (азерб. Ənvər Abbasqulu oğlu Əbluc; род. 6 января 1947, Ждановский район Азербайджанская ССР, ныне Бейлаганский район Азербайджана) — азербайджанский кинорежиссёр, сценарист, актёр, заслуженный деятель искусств Азербайджана (2006).

## Биография
Родился в семье политэмигрантов из Ирана. В 1968 году окончил актёрский факультет Азербайджанский государственный университет культуры и искусств, затем в 1973 году — режиссёрский факультет ВГИКа, ученик Л. Кулешова.
Режиссёр игрового и документального кино. Снял 7 художественных фильмов и 18 документальных фильмов.
С 1965 года работал в Бакинском театре юного зрителя, режиссёром Народного театра в Баку, актёром дубляжа на киностудии «Азербайджанфильм».
С 2006 года преподаёт режиссёрский курс в Государственной художественной гимназии.
С 2018 года — Персональный (президентский) пенсионер Азербайджана.

## Сценарист
- 1973 — Опасной морской дорогой (короткометражный)
- 1995 — Всадник на белом коне

## Режиссёр
- 1973 — Опасной морской дорогой
- 1975 — Фирангиз
- 1980 — Спроси у народа
- 1981 — Огненное сердце
- 1984 — Рыцари чёрного озера
- 1986 — Только ты
- 1991 — Окно
- 1992 — Бизнес
- 1995 — Всадник на белом коне
- 2002 — Доктор Джавад Хейят
- 2003 — Балаш и Медина
- 2003 — Сохраб Тахир
- 2004 — Мухаммед Бирия
- 2005 — Али Туде
- 2006 — Мухаммедгусейн Шахрияр
- 2010 — Опрокинутый свет
- 2011 — Актриса
- 2014 — Вспомни меня
- 2016 — Легендарные певицы

## Актёрские работы
- 1989 — Родные берега
- 1991 — Окно — директор

## Награды
- Заслуженный деятель искусств Азербайджана (2006).
- На Всесоюзном кинофестивале в Минске (1985) фильм «Рыцари чёрного озера» был награждён Призом ЦК ВЛКСМ.
- Фильм «Всадник на белом коне» выиграл первую премию на Международном фестивале детских фильмов в Исламской Республике Иран.
- Документальный фильм «Məhəmməd Biriya» стал лауреатом на Международном кинофестивале в Швеции (2004).
- В 2012 году первый совместный азербайджанско-иранский фильм «Tərsinə çevrilən dünya» режиссёра Энвер Аблуча отмечен дипломом на Международном кинофестивале в Исламской Республике Иран.
- Рыцари чёрного озера выиграл приз ЦК ВЛКСМ на XVIII Всесоюзном кинофестивале (1985).